# Talinella humbertii
Talinella humbertii är en tvåhjärtbladig växtart som beskrevs av Appleq. Talinella humbertii ingår i släktet Talinella och familjen Talinaceae. Inga underarter finns listade i Catalogue of Life.